# كريستوس كيج
كريستوس كيج (بالإنجليزية: Christos Gage)‏ هو كاتب سيناريو وكاتب أمريكي، ولد في 1977 في نيويورك في الولايات المتحدة.

## وصلات خارجية
- الموقع الرسمي
- كريستوس كيج على موقع IMDb (الإنجليزية)
- كريستوس كيج على موقع قاعدة بيانات الفيلم (الإنجليزية)